# 1419 Danzig
För andra betydelser, se Danzig (olika betydelser).
1419 Danzig eller 1929 RF är en asteroid i huvudbältet, som upptäcktes 5 september 1929 av den tyske astronomen Karl Wilhelm Reinmuth i Heidelberg. Den har fått sitt namn efter staden Danzig. Danzig heter numera Gdańsk.
Asteroiden har en diameter på ungefär 14 kilometer